# Озеро-Красилово
О́зеро-Краси́лово — село в Косихинском районе Алтайского края, Россия. Входит в состав Контошинского сельсовета.

## География
Село находится у озера Красилово, название села — топоним.
Расстояние до
- районного центра Косиха 25 км;
- краевого центра Барнаул 60 км.

Ближайшие населённые пункты
Контошино — 6 км, Романово — 8 км, Овчинниково — 9 км, Заводское — 12 км, Комсомолец — 13 км, Украинский — 14 км, Налобиха — 16 км, Зелёная Роща — 17 км, Восход — 18 км.
Климат
Климат резко континентальный. Континентальность климата проявляется и в том, что основная часть осадков, примерно половина годового количества, выпадает в течение летних месяцев с июня по август. Средняя температура января минус 20˚С, июля — +21˚С.
Абсолютный температурный максимум — +38˚С, абсолютный минимум — минус 52˚С. Преобладание в Косихинском районе малооблачной антициклональной погоды обуславливает низкие температуры зимой и достаточно высокие летом. Годовое количество атмосферных осадков — 350—400 мм. Преобладающее направление ветра в течение года — юго-западное с переходом на северо-западное.
Транспорт
Из Барнаула до села Озеро-Красилово ежедневно (в зимнее время 3 раза в неделю) ходит автобус.

## История
В Списке населенных мест Сибирского края числится деревня Озёрно-Красилова, указана дата основания села — 1890, в деревне 295 хозяйств и 1456 жителей.
С 1924 по 1935 годы в селе были образованы и работали 2 колхоза: «Красное поле», «Первое января».

## Население
| 1997 | 1998 | 1999 | 2000 | 2001 | 2002 | 2003 |
| ---- | ---- | ---- | ---- | ---- | ---- | ---- |
| 349  | ↘335 | ↗340 | ↘338 | ↘319 | ↗323 | ↘300 |
| 2004 | 2005 | 2006 | 2007 | 2008 | 2009 | 2010 |
| ↘296 | ↘284 | ↗285 | ↘259 | ↘251 | ↗276 | ↘239 |
| 2011 | 2012 | 2013 |      |      |      |      |
| ↗308 | ↘291 | ↘280 |      |      |      |      |

## Инфраструктура
В селе есть КФХ, торговые и иные организации (ООО «Озеро-Красилово», СОО «ФПАК», ООО «Легенда» ООО «Агротранс», школа МБОУ «Озеро-Красиловская ООШ», филиал «Буланихинская киноустановка». На берегу озера Красилово расположена база отдыха. В селе есть водопровод, газа нет. В селе есть 2 магазина, школа, дом досуга, фельдшер и выездные бригады врачей приезжают в село регулярно..
На берегу озера Красиловское находится Кемпинг и База учебных практик «Озеро Красилово» Алтайского государственного университета, на которой проходят учебную практику студенты биологического, географического факультетов и факультета искусств. Там же располагается студенческий спортивно-оздоровительный лагерь.